# Dubí (Kladno)
Dubí (německy Eichen) je vesnice, část statutárního města Kladno v okrese Kladno ve Středočeském kraji. Nachází se na východě Kladna. Prochází zde silnice II/101. Dubí leží v katastrálním území Dubí u Kladna o rozloze 7,44 km².

## Historie
První písemná zmínka o vesnici pochází z roku 1367.
V letech 1867–1871 byl v Dubí vyhlouben 365 metrů hluboký důl František Josef, později přejmenovaný na Prago I. Druhým podnikem byl Důl Traggy (později Prago II) vyhloubený v letech 1900–1901.
V lese U Jana se nachází kostel svatého Jana Křtitele. Zhruba 400 m jz. od kostela se nalézá pomník tragické události z 12. září 1944, kdy při nouzovém odhozu pum americkým bombardérem do prostoru lesa došlo k usmrcení 35 ze zde se ukrývajících pracovníků hutí.

## Obyvatelstvo
Při sčítání lidu v roce 1921 zde žilo 2 768 obyvatel (z toho 1 390 mužů), z nichž bylo 2 754 Čechoslováků, čtyři Němci, dva Židé a osm cizinců. Tisíc obyvatel se hlásilo k římskokatolické církvi, 87 k evangelickým církvím, 52 k církvi československé, tři k jiným nezjišťovaným církvím a 1 625 lidí bylo bez vyznání. Podle sčítání lidu z roku 1930 mělo Dubí 2 743 obyvatel: 2 716 Čechoslováků, sedmnáct Němců, čtyři příslušníky jiné národnosti a šest cizinců. Převažovali lidé bez náboženského vyznání, ale žilo zde také 1 231 římských katolíků, 85 evangelíků, 58 členů církve československé a sedm příslušníků jiných nezjišťovaných církví.
| Rok            | 1869  | 1880  | 1890  | 1900  | 1910  | 1921  | 1930  | 1950  | 1961  | 1970  | 1980  | 1991  | 2001  | 2011  | 2021  |
| -------------- | ----- | ----- | ----- | ----- | ----- | ----- | ----- | ----- | ----- | ----- | ----- | ----- | ----- | ----- | ----- |
| Počet obyvatel | 2 166 | 2 899 | 4 055 | 6 168 | 7 684 | 7 951 | 7 289 | 7 185 | 4 062 | 2 712 | 2 358 | 1 705 | 1 837 | 2 105 | 2 059 |
| Počet domů     | 138   | 205   | 273   | 413   | 569   | 661   | 830   | 984   | 984   | 639   | 708   | 690   | 662   | 699   | 699   |

## Obecní správa
Při sčítání lidu v letech 1850–1946 Dubí bylo samostatnou obcí, se kterým patřilo nejprve do okresu Smíchov, ale od roku 1900 v okrese Kladno. Od roku 1946 je částí statutárního města Kladno ve stejnojmenném okrese.

## Pamětihodnosti
- Kostel svatého Jana Křtitele
- Budova nákladního nádraží Staré Kladno, zbořená
- Společenský/Dělnický dům čp. 601, památkově chráněn z politických důvodů do roku 1996[11]
- Bývalý důl František Josef, především tzv. kladenské katedrály, secesní budovy z let 1915-1918[12][13]

## Osobnosti
- Milan Babuška (1884–1953), architekt
- František Lichtenberk (1945–2015), lingvista
- Ivana Recmanová, publicistka, lidskoprávní aktivistka, umělkyně

## Galerie

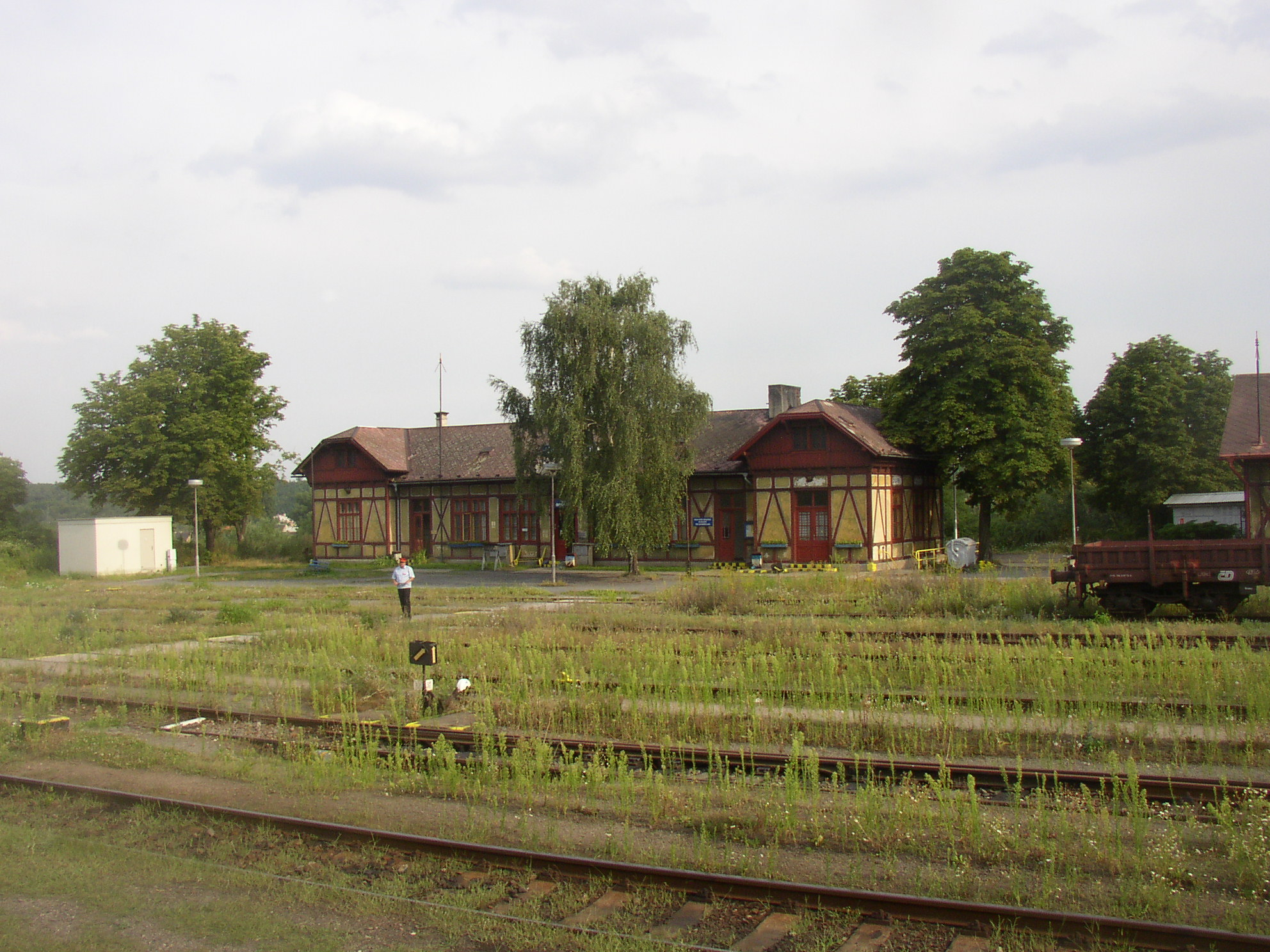
Železniční stanice
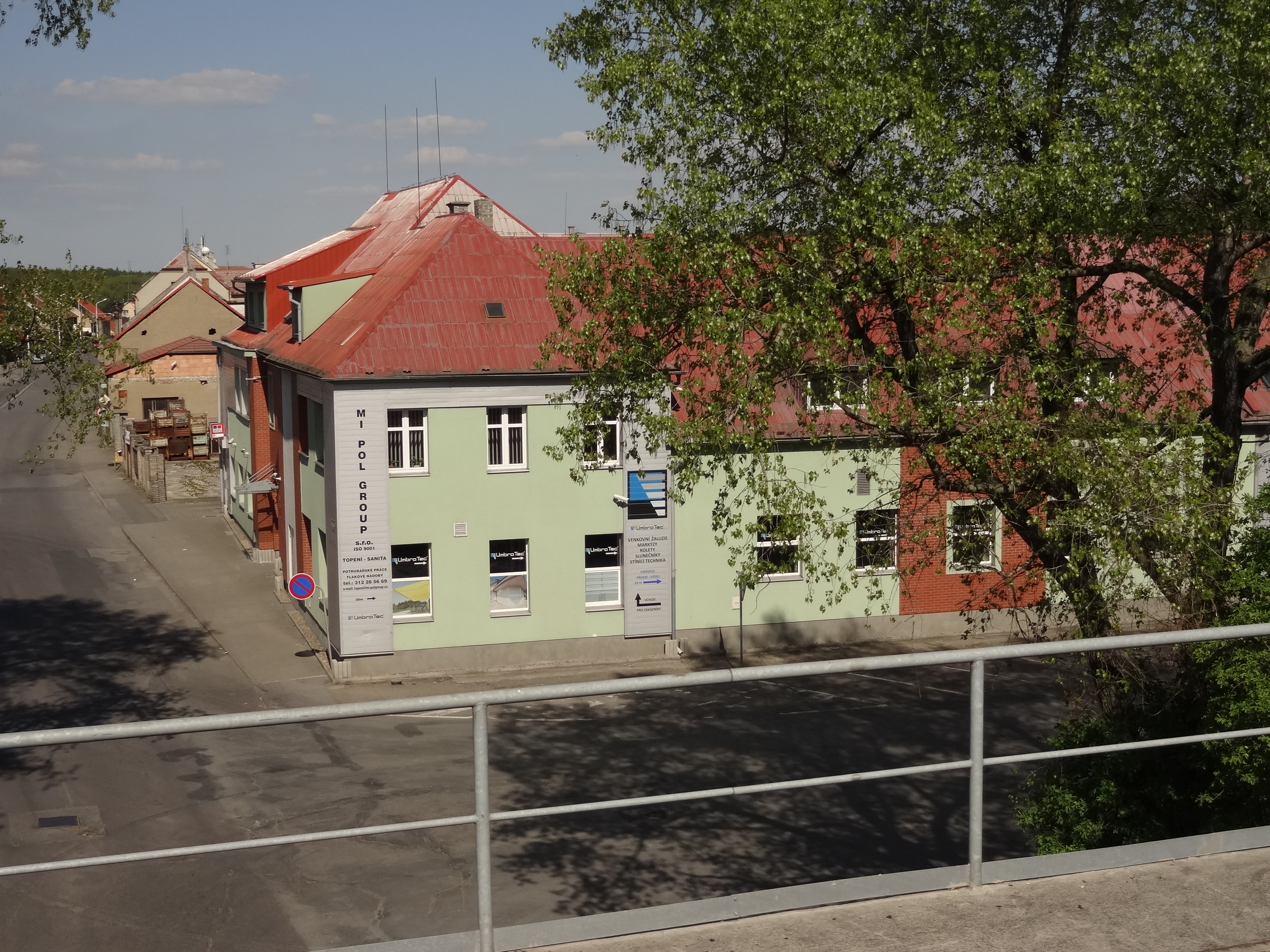
Dělnický dům
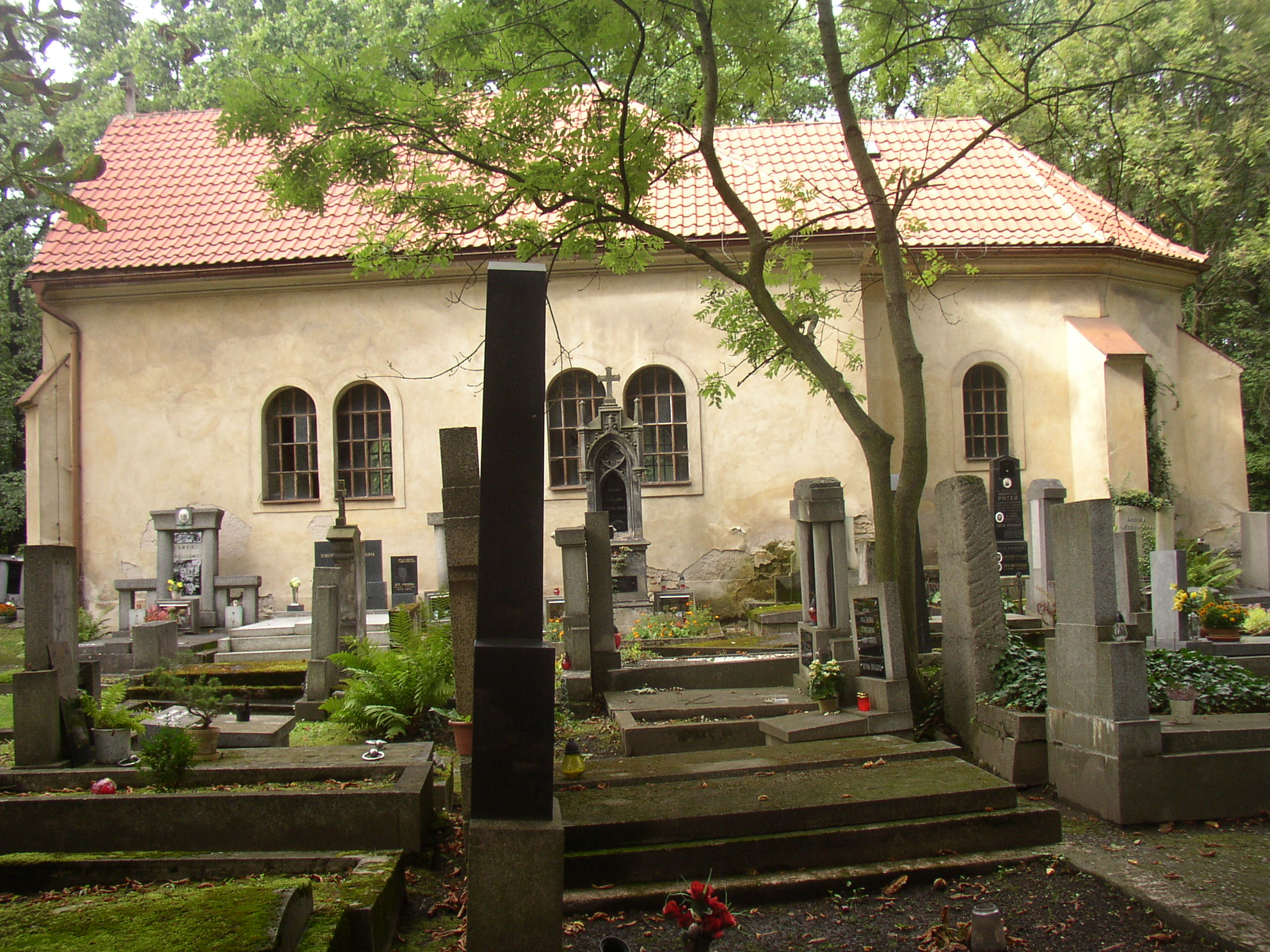
Hřbitov
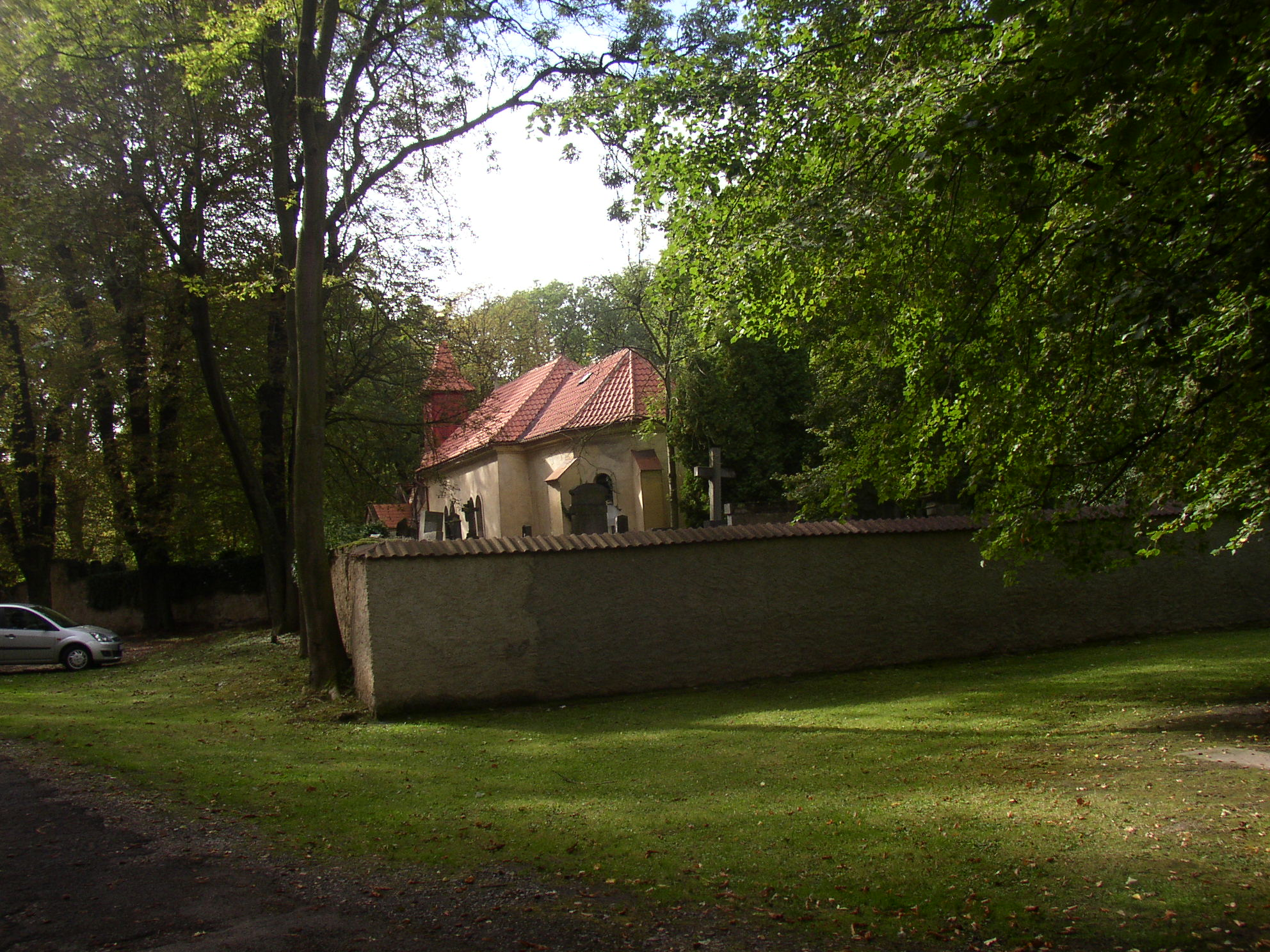
Kostel svatého Jana Křtitele